# Karol Divald
Karol Divald (maďarsky Károly Divald, německy Karl Divald) 2. listopadu 1830 Banská Štiavnica, Rakouské císařství – 7. listopad 1897 Prešov, Rakousko-Uhersko) byl uherský lékárník, fotograf a tiskař, který fotografoval Tatry a východní Slovensko a měl jednu z prvních tiskáren v Uhersku, která sídlila v Prešově. Řadí se mezi průkopníky portrétní fotografie své doby (do roku 1918) jako byli například Jozef Božetech Klemens, Bedřich Anděl, Jindřich Eckert, František Fridrich, Jan Nepomuk Langhans, Eduard Kozič, Karel Novák, Alfons Mucha, Vladimír Jindřich Bufka, Wilhelm Horn nebo Josef Anton Trčka.

## Životopis
Narodil se v rodině lesního inženýra Ferdinanda Divalda a Jany Schreinerové v Banské Štiavnici. Studia začal na lyceu ve městě Eger, ale diplom magistra farmacie získal 17. července 1855 ve Vídni. Po krátkém působení v rakouském Voralbergu si otevřel lékárnu v Bardejově, avšak u tohoto povolání nakonec nezůstal.
Nákup použitého fotoaparátu vedl k osvojení základů fotografie v roce 1860. Začátky jsou spojeny s Bardejovských lázněmi. V roce 1863 se jeho působiště přesunulo do Prešova. Zde se také oženil s Borbálou, dcerou měšťana Ludvíka Steinhübela. Měli spolu čtyři syny: Karola (1858–1924), Ludvíka (1861–1931), Adolfa (1867–1923) a Kornela (1872–1921).
Fotografický ateliér otevřel v Prešově v roce 1865 a další ve Starém Smokovci, Bardejově a Budapešti.
Věnoval se portrétům, avšak zajímavé byly hlavně jeho fotografie krajinářské a městských panoramat. Karol Divald byl jedním z prvních fotografů, kteří vystoupili na tatranské štíty s fotoaparátem a zachytil vrchy a doliny Vysokých Tater i rekreačních zařízení. To bylo spojeno s jeho členstvím v Uherském karpatském spolku, založeném v roce 1873, jehož byl aktivním členem.
V letech 1873–1879 vydával alba s fotografiemi Vysokých Tater, v počátcích byly fotografie v albech reprodukované formou dřevorytu. Také nafotografoval sérii fotografií z Pieniny.
V Mnichově v roce 1877 si osvojil techniku světlotisku, což ho dovedlo k tomu že v Prešově roce 1878 založil první světlotiskovou tiskárnu v Uhersku. Fotografie reprodukovány touto technikou jsou i v SNG a to Velký vodopád na Malém studeném potoku z alba: Képek a Magas Tatra. Bilder der Hohen Tatra (Obrázky z Vysokých Tater) a lze je vidět i na webumenia.sk.
Nafotil i alba jeskyní a to od roku 1880, mezi nimiž byly Dobšinská ledová jeskyně, Belianská jeskyně a Aggtelecká jeskyně v Maďarsku.
V roce 1890 se začaly fotografie Vysokých Tater prodávat jako pohlednice. V jeho započaté práci pokračovali jeho synové, v tomto roce celou síť ateliérů a tiskáren předal svým synům. Adolf pracoval v ateliéru v Bardejově, Karol vedl ateliér ve Starém Smokovci, později v Budapešti a Ľudovít pokračoval v prešovském ateliéru a tiskárně.

## Dílo
- 1896 A Rimamurány-Salgótarján Vasmű. (Rimamuráň-Šalgotarjanské železárny)
- 1890 Baradla fotoalbum.
- 1887 Bélai barlang. (Belianská jeskyně) fotoalbum
- 1887 Képek Eperjes elhamvadt részeiből. (Obrázky Prešova po požáru)(Prešov)
- 1886 A bánfai fürdő képekben. (Bardejovské lázně v obrazech)
- 1882–1884 A képzőművészet Remek I-IV. (Vynikající umělci) (Budapešť)[5][6]
- 1873–1888[7] A Magas Tatra. (Vysoké Tatry) fotoalbum[8][9]

## Galerie

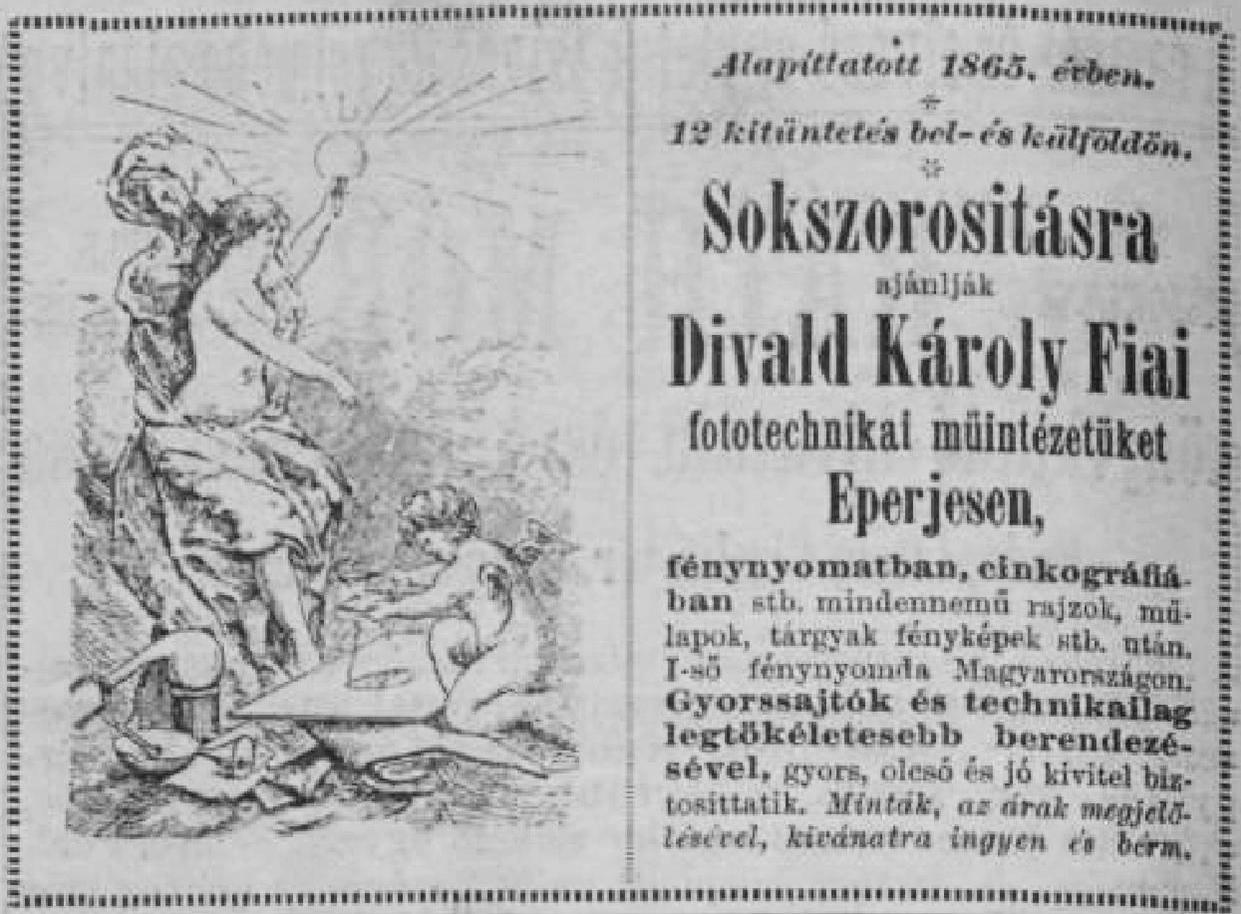
Reklama ateliéru v Prešově v dobových novinách
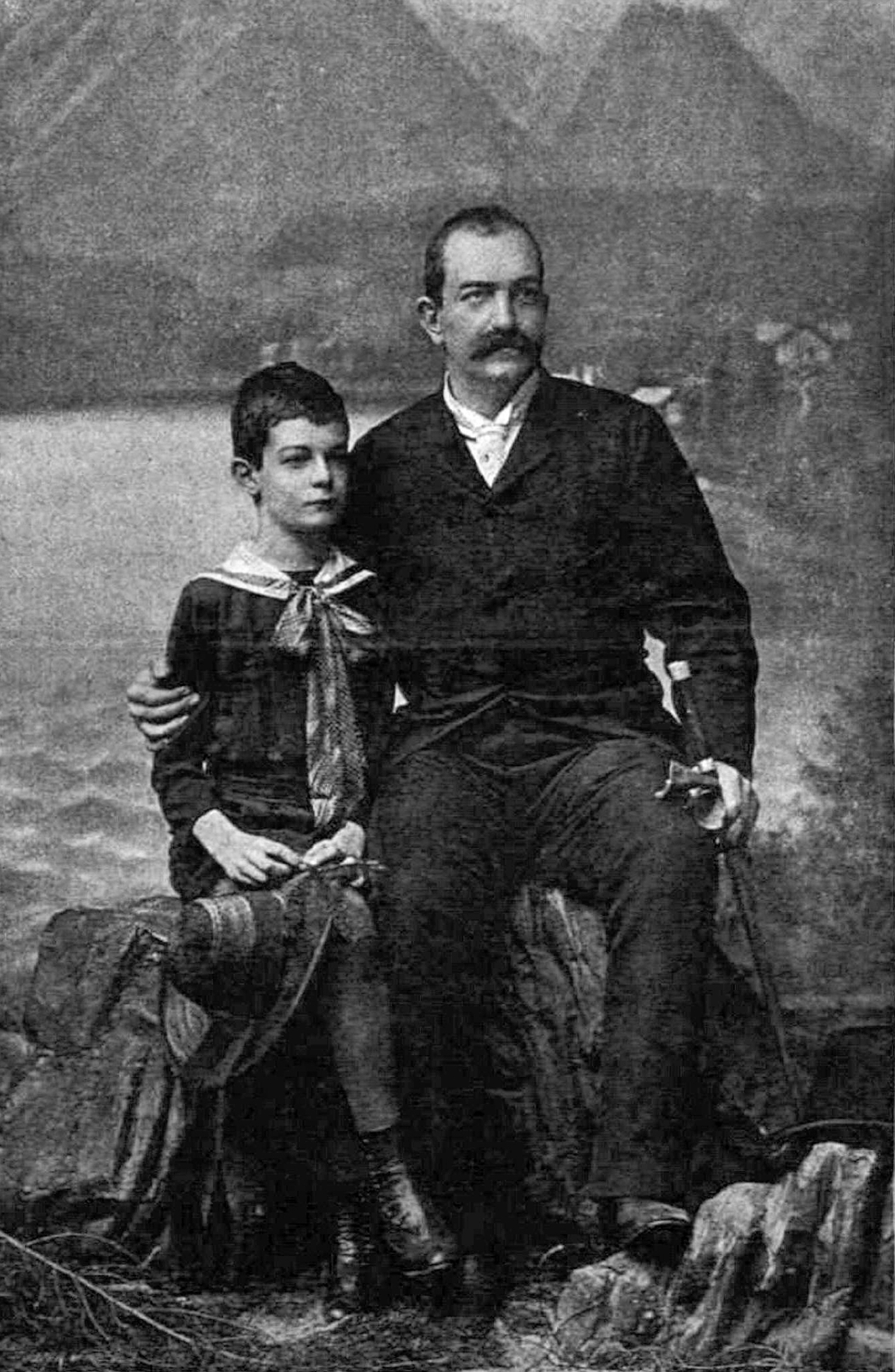
Srbský král Milan se synem Alexandrem
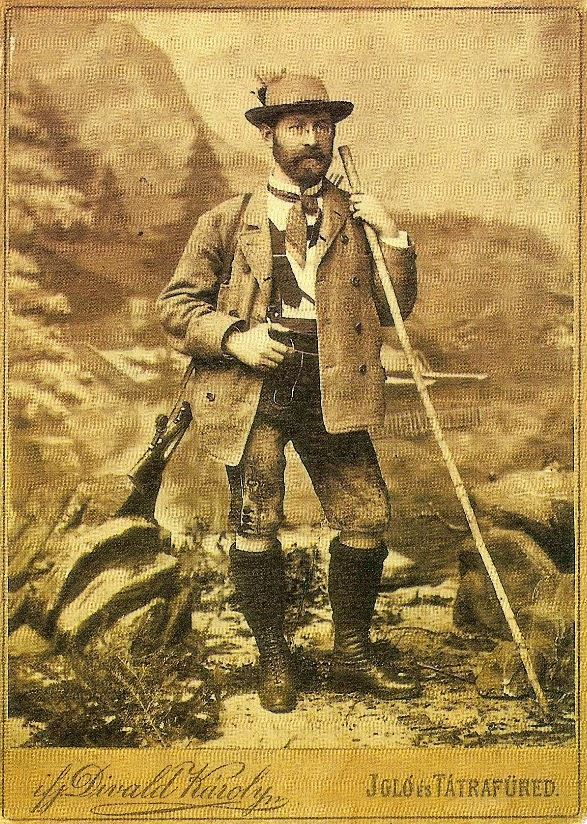
Mikuláš Sontag z ateliérů v Spišské N. Vsi a Starém Smokovci
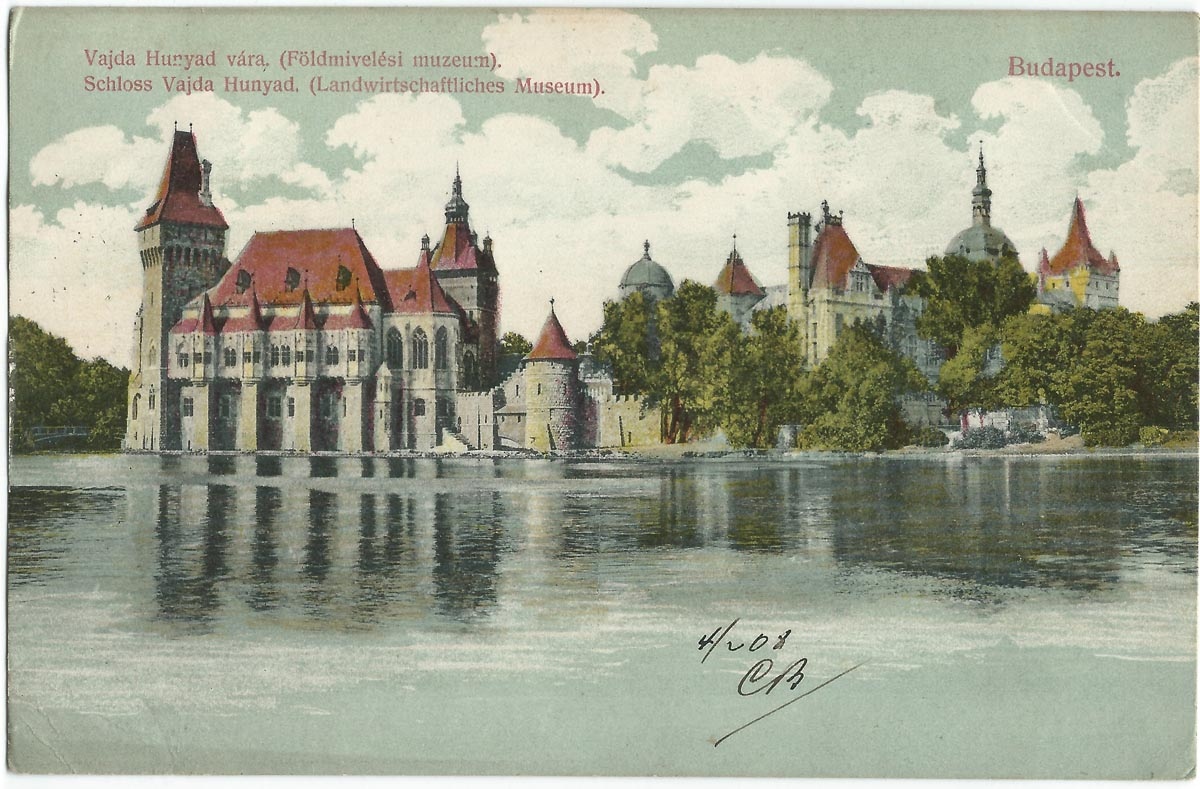
Budapest schloss vajda hunyad
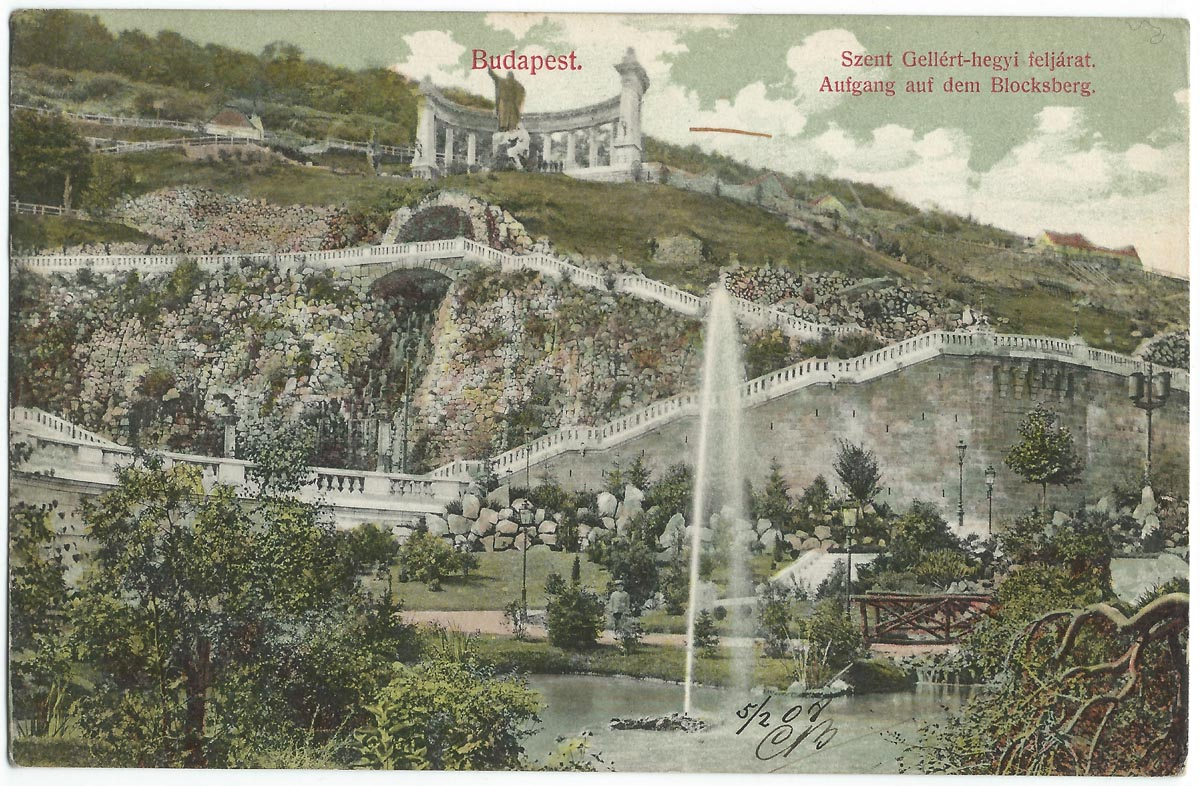
Budapest aufgang auf dem blocksberg
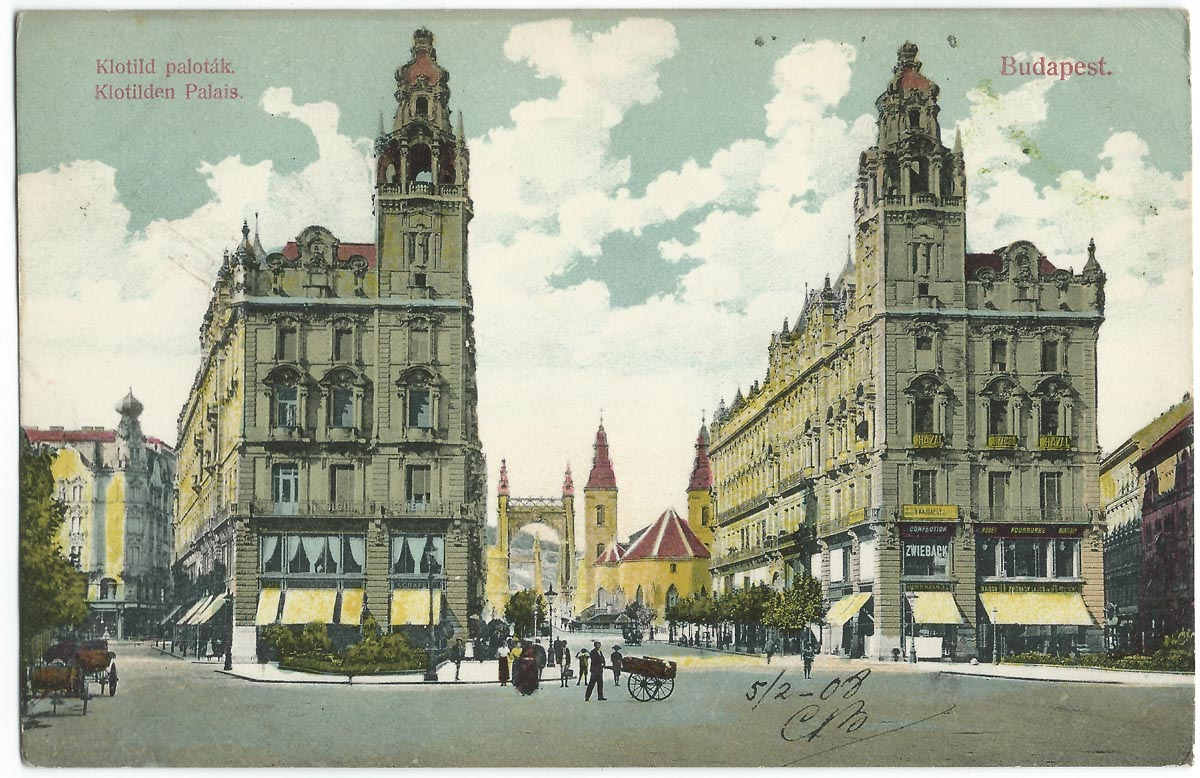
Budapest klotilden palais
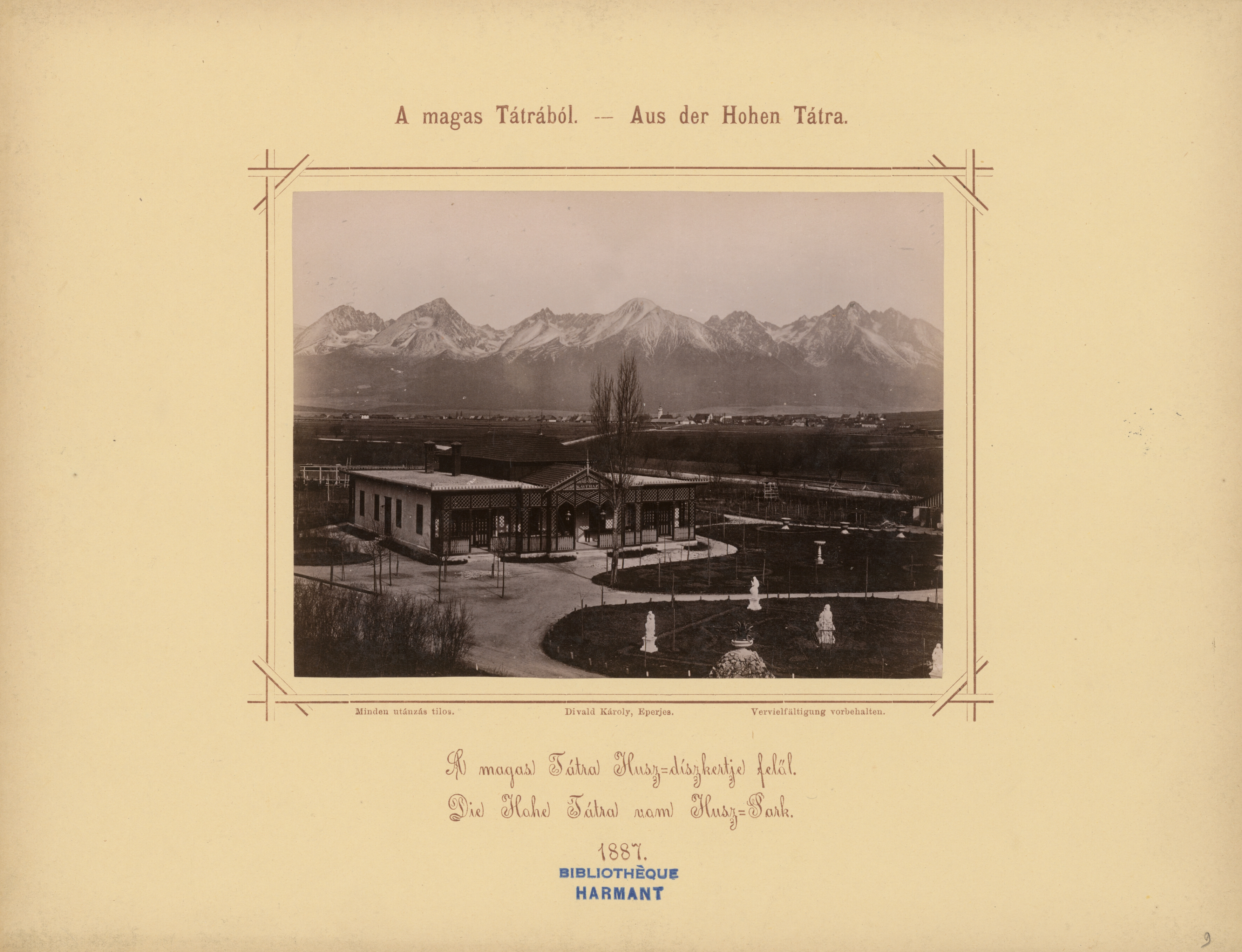
Vysoké Tatry z Huszova parku – z alba
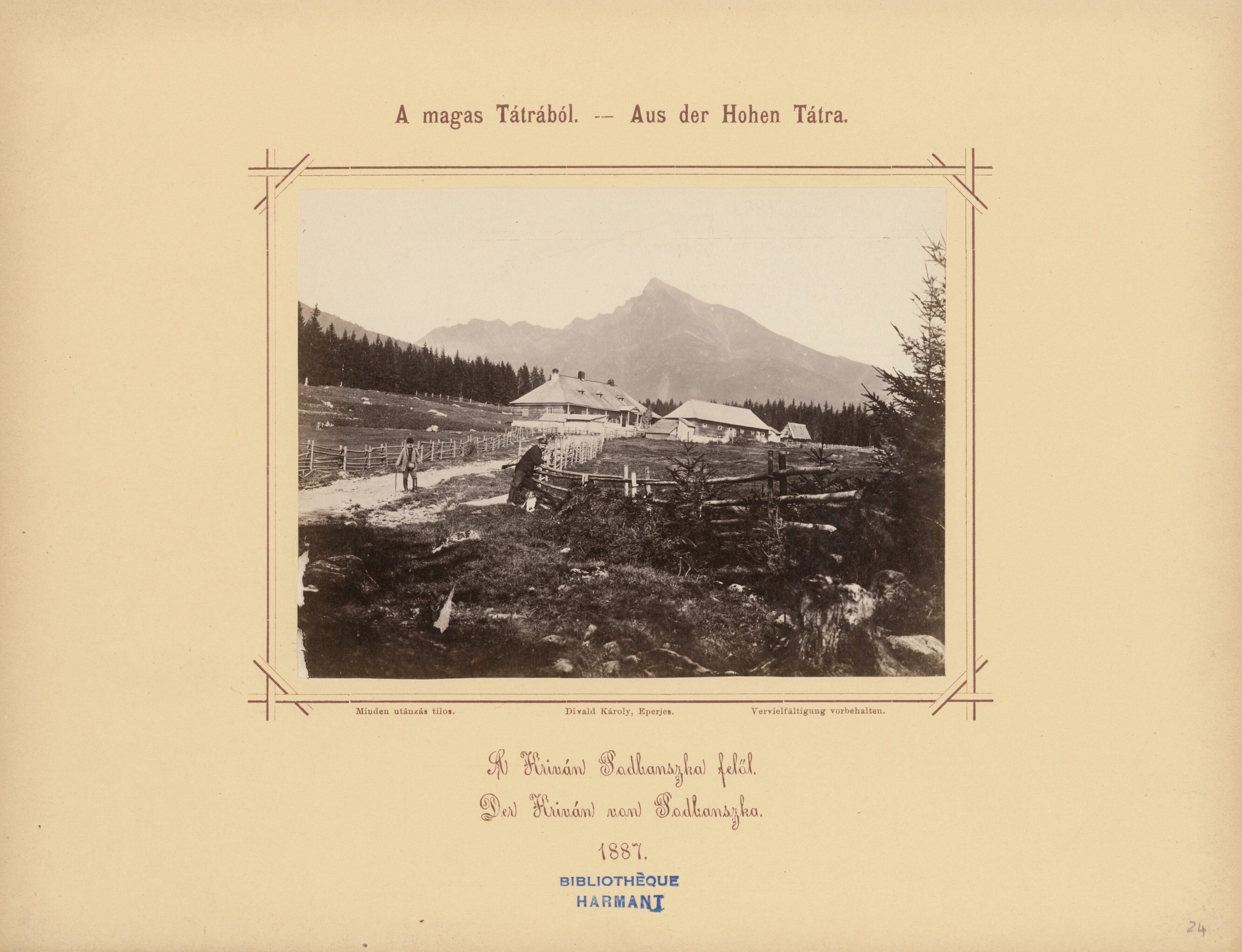
Kriváň od Podbanského – z alba
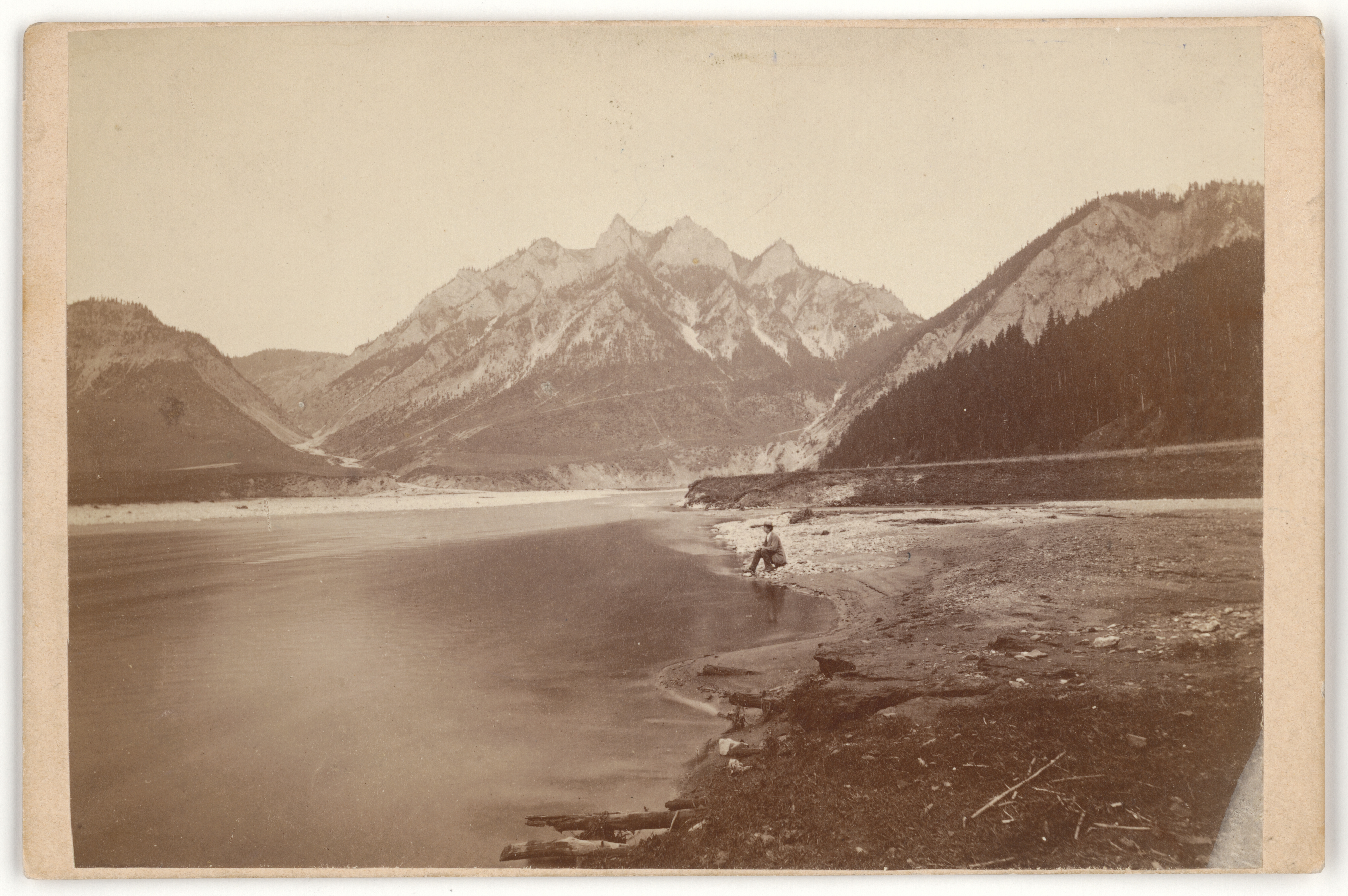
Tři Koruny nad Dunajcom z alba Střední Karpaty
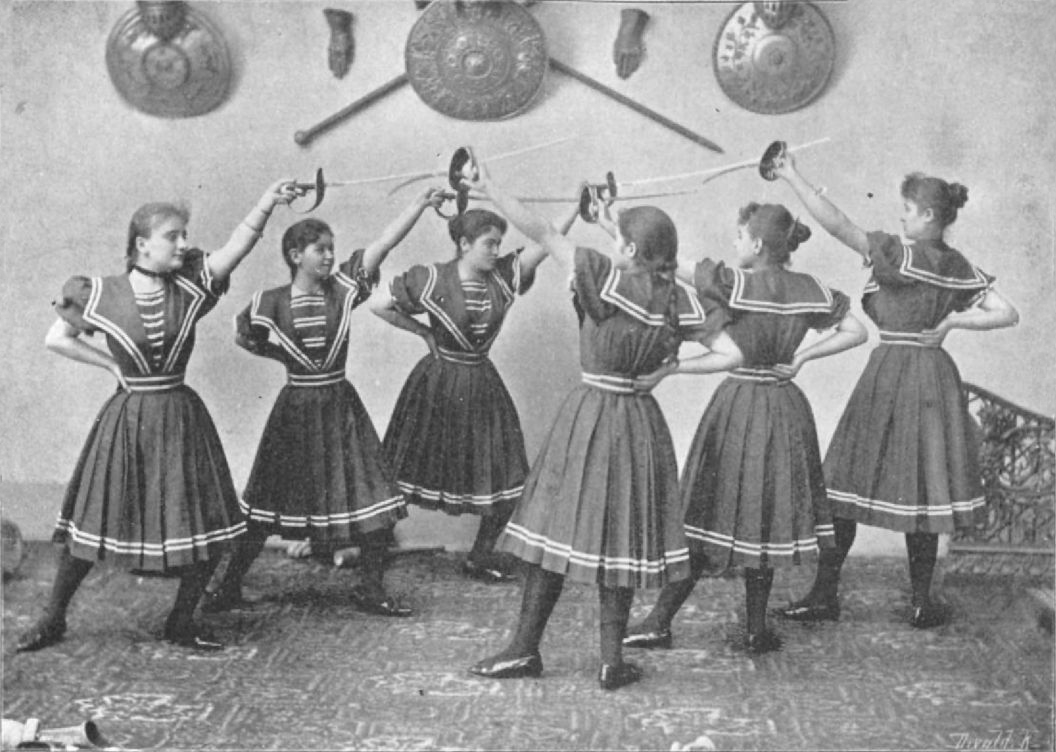
Balkezes vívógyakorlatok nők számára, 1894
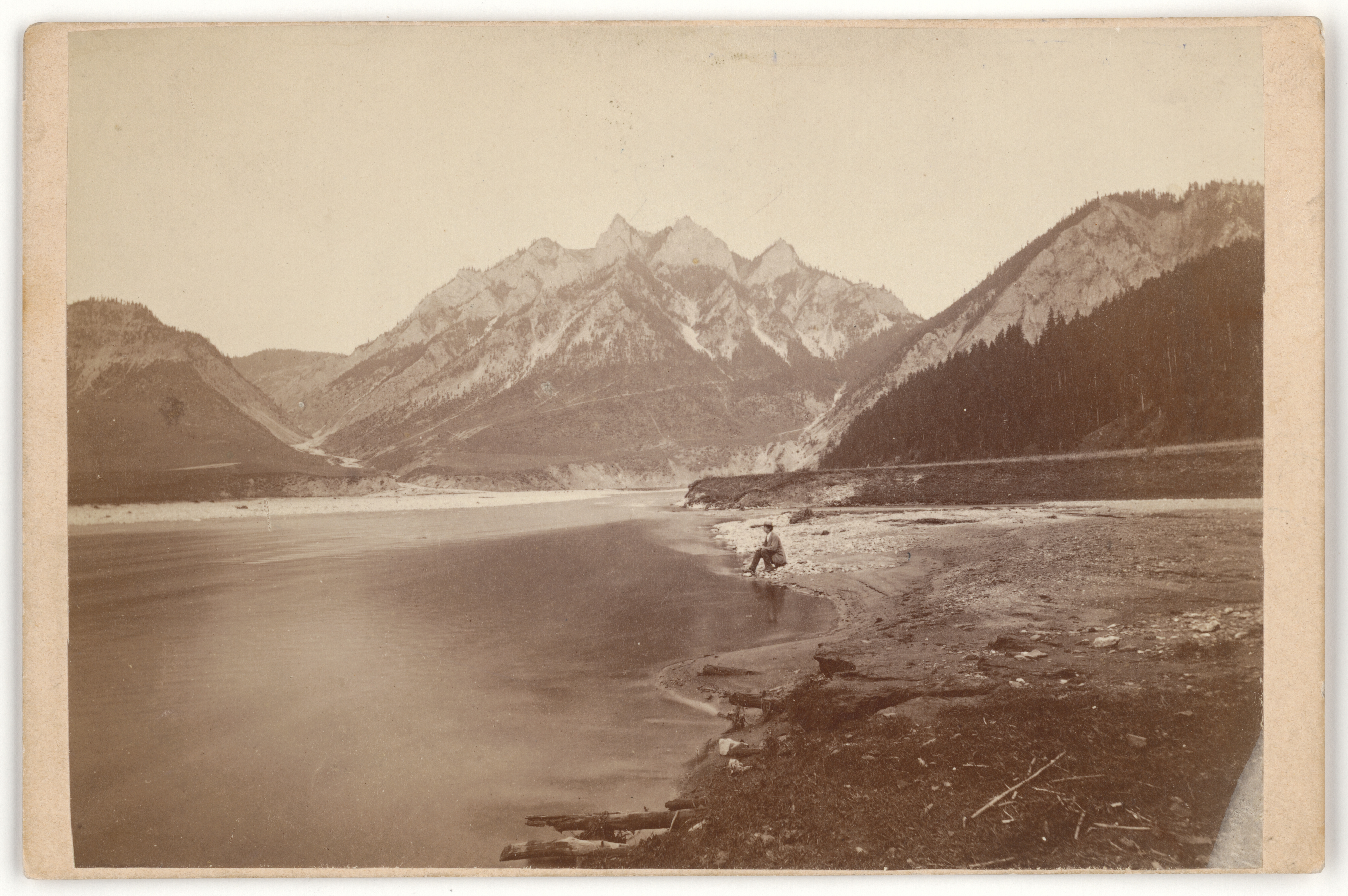
Tri Koruny nad Dunajcom
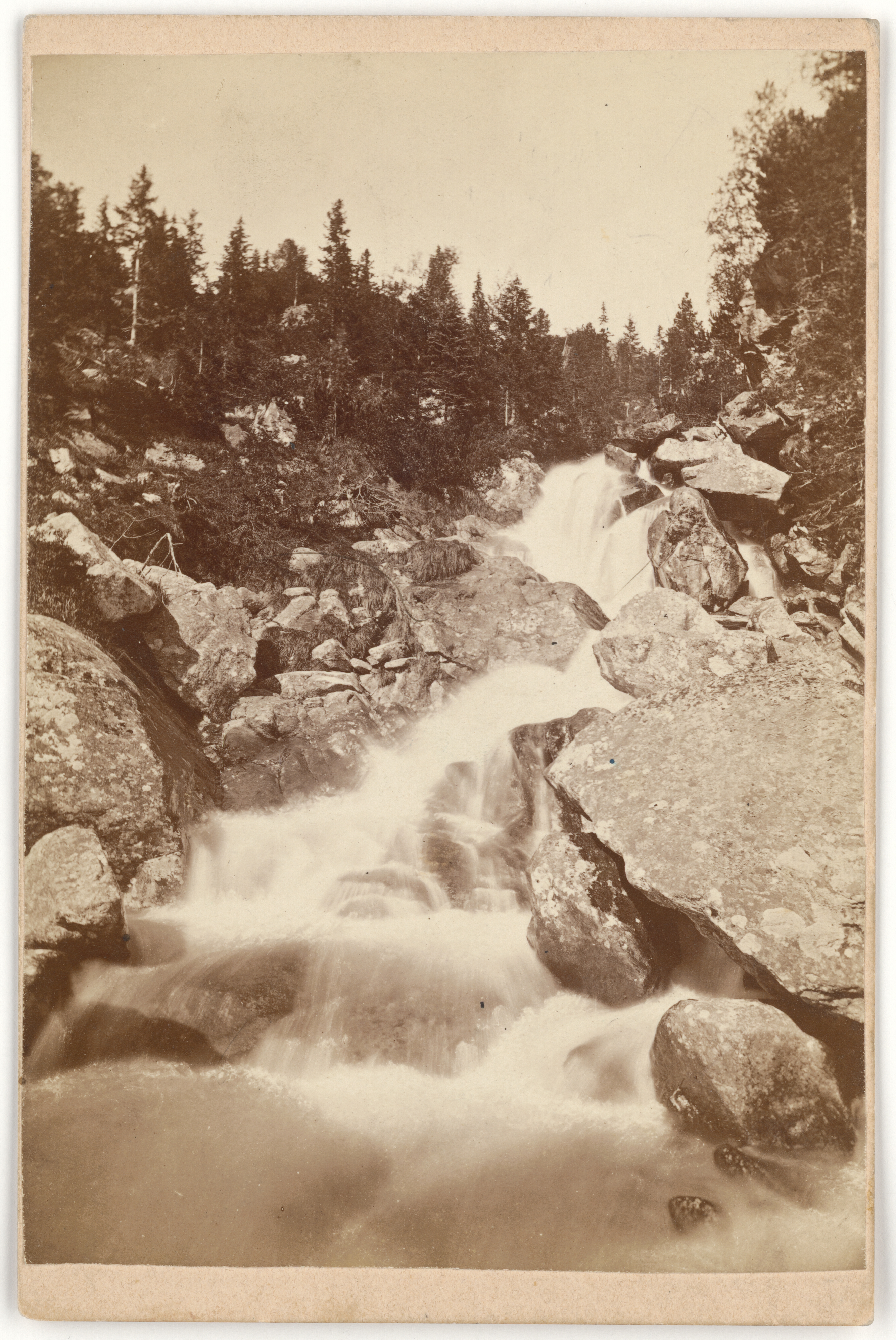
Studenovodský vodopád (Vodopád Malého studeného potoka)